# Darrell Shultz
Darrell Shultz   (Orangevale, c. 1958) és un antic pilot professional de motocròs nord-americà. Va competir als Campionats AMA entre el 1977 i el 1982 i en va guanyar un títol, concretament el de 500cc de 1982 amb Honda. Caracteritzat per un estil de pilotatge espectacular i molt ràpid, Shultz va protagonitzar una curta però intensa carrera durant la qual el seu màxim rival va ser el també originari de Sacramento, Danny "Magoo" Chandler. Atacat per les lesions durant anys, especialment una de crònica al genoll, es va retirar definitivament de les competicions poc després de guanyar el seu campionat el 1982, a 24 anys.

## Biografia
Nascut a Orangevale, al comtat de Sacramento, Darrell Shultz va créixer conduint motocicletes fora d'asfalt al costat del seu pare, un pilot de motocròs que corria també scrambles i curses de desert. Va disputar la seva primera cursa quan tenia vora quinze anys i, després de córrer només quatre mesos com a pilot novell en categoria Novice, va passar a Intermediate. Tot just al començament de la seva carrera, a disset anys, es va lesionar el genoll esquerre i es va haver de sotmetre a dues importants cirurgies de reconstrucció. El genoll mai no es va guarir del tot i els metges li van dir que hauria de deixar de competir, però Shultz no en va fer cas.
El 1978, cap als 20 anys, va esdevenir pilot professional, inicialment com a privat amb una Maico i després amb una Suzuki. El 1979, l'equip de fàbrica d'aquesta marca japonesa el va fitxar, però, tot i obtenir algun resultat destacat, les contínues lesions li van impedir de triomfar. Va córrer tota la temporada de 1980 amb un canell trencat. El 1981, la seva tercera temporada amb Suzuki, va guanyar el Supercross de Daytona (un dels més prestigiosos del calendari) i tres nationals a finals de temporada; a més, va acabar tercer a la Trans-USA. Aquests èxits van fer que Honda el fitxés per a la temporada següent.
El 1982, durant la seva primera temporada amb Honda, Shultz va començar fort i va repetir el triomf de l'any anterior a Daytona, esdevenint així el primer a haver guanyat dos anys seguits aquesta prova. Més tard, mentre encapçalava la classificació provisional del campionat de motocròs de 500cc, es va perforar un pulmó en un entrenament. Malgrat la recomanació en contra dels metges, va córrer les dues darreres rondes del campionat i el va acabar guanyant. Tot i aquest èxit, les seqüeles de les lesions que arrossegava (després de la seva victòria es va haver de sotmetre a tres noves cirurgies de genoll), complicades amb la del pulmó, el van obligar a retirar-se i mai no va poder competir amb el dorsal número u que havia guanyat. El 15 d'agost de 1982 va anunciar que abandonava definitivament el motocròs.

## Vida personal
Casat amb la Cheri, la parella té tres fills: Chelsea (c. 1987), Amanda (c. 1990) i Phil (c. 1997).